# Marjan Pfeifer
Marjan Pfeifer, slovenski fotograf, * 19. januar 1910, Ljubljana, † 16. november 1992, Ljubljana.

## Življenje in delo
Na Dunaju je končal grafično šolo, fotografsko prakso pa opravil v Gradcu in se večkrat strokovno izpopolnjeval pri vodilnih svetovnih proizvajalcih fotografskega materiala Najprej je kot fotografski mojster delal v Jugoslovanski tiskarni v Ljubljani, kasneje pa kot reporter v uradu za informacije v vladi Ljudske republike Slovenije, od leta 1954 pa je bil v svobodnem poklicu. Bil je ustanovni član Društva oblikovalcev Slovenije. Posebej je zaslužen za razvoj barvne in profesionalne fotografije po 2. svetovni vojni na Slovenskem. Razstavljati je pričel 1934, leta 1975 pa je izdal knjigo fotografij Soline in solinarstvo pred kamero. 